# 荒川清丸・玉奴
荒川清丸・玉奴（あらかわせいまる・たまやっこ）は、大正から昭和期に活躍した夫婦音曲漫才コンビ。

## 概要
荒川清丸は1897年の生まれ。出生地は不明、東京の育ち。かっぽれの名手であった豊年斎梅坊主の弟子で幇間やかっぽれ、軽口などを教わった。のちに1914年に京都を巡業中に万歳の玉子屋円辰の一座を見て、弟子となり円太郎を名乗る。
1917年の夏に徴兵検査で再び帰京。日本チャップリン・梅廼家ウグイスらが売れているのに触発され「元祖 家元 宗家 萬才 玉子家円太郎・玉奴」という物々しい名刺を作り売り出そうとしたが東京では無名の漫才師には相手にされず、2年程冷遇される。1924年に荒川清丸と改名し再起を図るとたちまち売れっ子になり、1926年には五蝶会という一座を結成するなど活躍。
その後、戦後まで夫婦で活躍した。

## メンバー
- 荒川清丸（あらかわせいまる、1897年 - 没年不詳）本名：荒川清一。

- 荒川玉奴（あらかわたまやっこ、生没年不詳）本名不詳。